# Янко, Татьяна Евгеньевна
Татья́на Евге́ньевна Янко (род. 28 июля 1954) — российский лингвист, доктор филологических наук (1999 г.), заведующая сектором теоретического языкознания Института языкознания РАН.

## Биография
Татьяна Евгеньевна Янко родилась в семье московских архитекторов Евгения Федоровича Янко (1918—2011) и Виктории Эммануиловны Нудельман (1917—1999). Тетя по отцу — оперная певица Тамара Федоровна Янко (1912—1988). Дядя по матери — конструктор Александр Эммануилович Нудельман (1912—1996).
Выпускница отделения теоретической и прикладной лингвистики МГУ им. М. В. Ломоносова (1976 г.), ученица А. А. Зализняка и Е. В. Падучевой. Автор работ в области теоретической и прикладной лингвистики и русского языка. Кандидатскую диссертацию защитила по теме «Модели перевода с естественного языка на язык баз данных» (1988 г.). Докторскую диссертацию защитила в 1999 г. по теме «Коммуникативные стратегии и коммуникативные структуры». Автор более 130 научных работ, включая две монографии. C 1991 г. работает в Институте языкознания РАН, член группы «Логический анализ языка», возглавлявшейся Н. Д. Арутюновой, организатор конференций серии «Логический анализ языка» и научный редактор коллективных монографий «Логический анализ языка. Язык и время». (ред., совместно с Н. Д. Арутюновой) М. Индрик, 1997 и «Язык и культура. Факты и ценности». (ред., совместно с Е. С. Кубряковой) М., Языки славянской культуры. 2001). В разные годы преподавала в Российском государственном гуманитарном университете и Московском педагогическом государственном университете.

## Научная деятельность
Т. Е. Янко специализируется в области коммуникативной структуры предложения, фразовой просодии, семантики, лексикографии, аспектологии, лингвистического обеспечения баз данных, инструментального анализа звучащей речи. Она является автором комбинаторной модели русской просодии, основанной на гипотезе о том, что базовые и производные категории актуального членения (рема, тема, контраст, эмфаза и незавершенность текста) и просодические средства, их отражающие, могут комбинироваться. Она также является автором оригинальной версии теории линейно-акцентных преобразований, созданной И. И. Ковтуновой и Е. В. Падучевой, и объясняющей соотношение предложений с общей лексико-синтаксической структурой, но разным порядком слов и/или набором фразовых акцентов. Серия работ Т. Е. Янко посвящена алгоритму выбора акцентоносителя в синтаксических составляющих разного типа.

## Избранные публикации

### Монографии
- Коммуникативные стратегии русской речи. М., Языки славянской культуры. 2001. 384 с.
- Интонационные стратегии русской речи в сопоставительном аспекте. М. ЯСК. 2008. 312 с.

### Статьи
- О некоторых соответствиях единиц естественного языка единицам языка запросов информационно-поисковой системы // Научно-техническая информация. Сер. 2. 1987. N 5. 0.5 п.л
- Correspondences of natural language units and units of the request language in an information system // Automatic documentation and mathematical linguistics. Vol. 21 .- N3. −1987. — Allerton Press: NY. 0,5 п.л.
- О коммуникативной структуре вопросо-ответной пары // Предварительные публикации проблемной группы по экспериментальной и прикладной лингвистике. — Вып. 176. М.: Институт русского языка АН СССР. 1987. 1 п.л.
- Системы диалога с банком данных на естественном языке // Научно-техническая информация, Сер. 2. 1987. N8. 0,5 п.л.
- Dialogue systems with a natural language databank // Automatic documentation and mathematical linguistics. Vol.21. N4. 1987. Allerton Press: NY. 0,5 п.л.
- Коммуникативная структура вопроса и проблема порядка слов в русском предложении // Научно-техническая информация. Сер.2. 1988. N10. 0,5 п.л.
- Коммуникативная структура с неингерентной темой // Научно-техническая информация. Сер. 2. 1991.N7. 0,6 п.л.
- Бытование и обладание: конструкции с глаголом быть // Логический анализ языка. Языки пространств. М., Языки русской культуры. 2000. 1 п.л.
- О влиянии женского морфологического рода русских существительных, обозначающих мужчин, на их сочетаемость с числительными // Wiener Slawistischer Almanach, Sonderband 55, 2002. С. 211—223. 0,75 а.л.
- Русские числительные как классификаторы существительных // Русский язык в научном освещении. N1 (3), 2002. С. 168—181. 1,2 а.л.
- The communicative effects on the interaction between the verbal aspectual categories and temporal adverbials in Russian // Journal of Slavic linguistics. Vol.11. 2003. pp. 199–215. 1,5 а.л.
- Russian numerals with nouns denoting human beings // General linguistics. Vol. 43. No. 1-4, 2004. Published by Pegasus Press, Ashville, North Carolina, and Chandler, Arizona. pp. 61–84. 1,2 п.л.
- Accent placement principles in Russian // Компьютерная лингвистика и интеллектуальные технологии. По материалам ежегодной Международной конференции Диалог’2011. Вып. 10. М.: РГГУ. 2011. С. 712—726.
- Sentence incompleteness vs. Discourse incompleteness: pitch accents and accent placement // Компьютерная лингвистика и интеллектуальные технологии. По материалам ежегодной Международной конференции Диалог 2013. М.: Издательство РГГУ, 2013. С. 783—790.